# Апологети
Апологети — християнські письменники II–III ст., які виступали обґрунтовуючи та захищаючи християнську віру.
Поширення християнства до II ст. серед усіх верств населення Римської імперії спричинило реакцію з боку язичницького світу. З юридичної т. зр. християнство виявилося в положенні «недозволеної релігії» (лат. religio illicita), громади християн підпадали під категорію «незаконних зборів» (лат. collegia illicita), а відмова від участі в язичницьких культах розглядався як святотатство (sacrilegium, грец. ἀθεότης). У цей період з'являються перші напади на християн з боку освічених язичників. Головними опонентами християнства у II ст. були Фронтон (наставник імп. Марка Аврелія) та Цельс, автор спрямованого проти християн твору «Істинне слово» (грец. Αληθὴς λόγος, близько 178). Ці автори розглядали християнство виключно як вчення, повне забобонів та фанатизму що загрожує античному світогляду. Крім того, про християн поширювалися наклепи та плітки, деколи викликані закритістю їх зборів (лат. disciplina arcana). Завдання Апологетів полягала в тому, щоб продемонструвати язичницькому світу прийнятність християнства з самих різних сторін — громадянської, філософсько-богословської, релігійної, культурної, тощо.
Насамперед апологети намагалися спростувати наклепи на християн і дати відповідь тим, хто звинувачував Церкву в тому, що вона є загрозою імперії. Підкреслюючи високі моральні якості своїх одновірців, вони запевняли, що їх віра сприяє спокою та благополуччю як імператора так і імперії, так і суспільства в цілому. По-друге, апологети розкривали абсурдність та аморальність язичництва, його міфології та божеств і стверджували, що християнство має єдино вірне вчення про Бога в світі. Вони не просто спростовували аргументи філософів, але показували, що сама їхня філософія, маючи єдиним обґрунтуванням людський розум, не може досягти істини. Відзначаючи паралелі між язичницькою філософією та християнською думкою, думки апологетів в той же час представляли філософію як попередницю християнства, а християнство — як одкровення того, що філософія лише передчувала. Крім того, апологети спростовували звинувачення в жахливих злочинах (атеїзм, канібалізм, едипове кровозмішення та інш.), що були висунуті проти християн, доводячи їх неможливість та абсурдність. Нарешті, апологети розкривали перед язичницьким світом християнське розуміння Священного Писання, при цьому відмежовуючись від «старого Ізраїлю» — юдейства.
Діяльність апологетів деколи вже була підготовлена елліністичним юдаїзмом: Філону Олександрійському належали такі твори (не збереглися), як «Підстави» (грец. Υποθετικά) та «Апологія на захист юдеїв» (грец. Απολογία ὑπὲρ Ιουδαίων). Йосип Флавій написав апологію «Про давнину юдейського народу, проти Апіона», що зробила вплив на деяких апологети. Апологетична тематика присутня в Новому Завіті (див., напр., Дії 14:15-17; 17:22-31; Рим 1:18-32) і в творіннях мужів апостольських. Однак на відміну від мужів апостольських, які зверталися переважно до християн, апологети адресували свої творіння язичницькій аудиторії, що наклало відбиток на коло розглянутих ними проблем.
Найбільш древніми з грецьких апологетів вважаються Кодрат та Арістід, які звернулися з апологією на захист християнської віри до імп. Адріана (117–138). Близько 140 р. був записаний «Диспут Ясона з Папіском про Христа» (грец. Ιάσονος καὶ Παπίσκου ἀντιλογία περὶ Χριστοῦ), автором якого вважають Аристона з Пелли. Це твір, фрагменти якого збереглися в апології Орігена «Проти Цельса», є найбільш раннім із творів що збереглися донині, цілком присвячених анти юдейській полеміці. Найвідоміший з грецьких апологетів II ст.- Мч. Юстин Філософ († 166). Народившись в Палестині в язичницькій родині, він звернувся в християнство після довгих пошуків істини. Мч. Юстин, після навернення у христ. продовжував «носити плащ філософа», відкрив у Римі одну з перших приватних християнсько-філософських шкіл. Євсевій Кесарійський приписує йому 8 творів , з яких збереглися і достовірно належать йому лише 3: 1-а і 2-а «Апології» (бл. 150 і 161) і «Діалог з Трифоном юдеєм» (бл. 135). 1-ю «Апологію» св. Юстин адресував імператорам Антоніну Пію (138–161) та Марку Аврелію (161–180, співправитель з 147), 2-ю — рим. сенату. Основною метою обох творів є захист християн від переслідування «за одне лише ім'я» (лат. nomen ipsum), а також спроба представити християнство що гідне більш уважного та об'єктивного погляду з боку освічених римських самодержців. 1-я «Апологія», крім того, містить виклад христ. віровчення та перший опис таїнств Хрещення та Євхаристії у стародавній Церкві. «Діалог з Трифоном юдеєм» являє собою запис диспуту мч. Юстина з вченим рабином Трифоном. У цій першій великій апології проти юдаїзму виражені 3 основні ідеї: тимчасове значення Старого Заповіту на відміну від вічного та неминущого сенсу заповідей Нового Заповіту; виправдання поклоніння Христу як Богу; богообраність християнських народів, що склали Новий Ізраїль. Апологетичний характер носить також мова мч. Юстина, що збереглася в складі його Мучеництва.
У Євсевія  є свідоцтво про св. Аполлінарія, єп. Ієрапольського, який звернувся з промовою до імп. Марка Аврелія. Йому ж належали і інші апологетичні твори: «До еллінів» у 5 кн., «Про істину» в 2 кн. і 2 кн. «До юдеїв». Ритор Мильтиад також в царювання Марка Аврелія написав 2 кн. проти еллінів, 2 кн. проти юдеїв та апологію христ. філософії . Учень мч. Юстина Татіан (бл. 120–185) до свого ухилення в єресь написав «Промова до еллінів» (грец. Λόγος πρὸς Ελληνας, після 165), у якій піддав принизливій критиці всю язичницьку культуру. Незважаючи на різкість суджень, Татіан прагнув до того, щоб домогтися терпимості та поваги до нової віри. Проблема взаємовідносин Церкви та держави на прикладі зв'язку доль Римської імперії з християнством була розвинена св. Мелітоном єп. Сардійським, в «Апології» (інша назва — «Книжка до Антоніна», грец. Πρὸς Αντωνῖνον βιβλίδιον, близько 170, збереглася лише в уривках), адресованої Марка Аврелія. Сучасником Татіана та Мелітона був Афінагор, христ. філософ з Афін. Йому належить «Прохання за християн» (грец. Πρεσβεία περὶ χριστιανῶν, близько 177), написане імператорам Коммоду та Марку Аврелію, в якому він прагнув довести, що переслідувати християн нерозумно. У правління імп. Коммода (180–192) св. Аполоній Ефеський виголосив апологетичну промову, що збереглася в мученицьких актах.
Серед апологети були й такі, які адресували свої твори приватним особам. З них перш за все слід згадати останнього з грец. апологетів II ст. св. Теофіла Антіохійського, автора 3 кн. «До Автоліка» (грец. Πρὸς Αὐτολίκον, близько 182), написаних для освіченого та впливового язичника, що має упередження проти християнства. Анонімне «Послання до Діогнета» (бл. 200) являє собою апологію, складену у формі листа для знатного язичника, що бажає познайомитися з христ. релігією.
В III ст. апології пишуть Климент Олександрійський та Оріген. На відміну від попередніх апологій «Протрептик» («Умовляння до еллінів», грец. Προτρεπτικὸς πρὸς ΛδβλθυοτεΕλληνας, поч. III ст.) Климента Олександрійського створений вже не стільки для захисту християнства від нападок та переслідувань, скільки заради залучення язичників до істинної віри. До жанру «Протрептик» близький твір що зберігся на сир. мові «Слово до Антоніна» Псевдо-Мелітона (поч. III ст.). Найзначнішим твором ранньохристиянської грец. апологетики є твори Орігена «Проти Цельса» (грец. Κατὰ Κέλσου, сер. III ст.). Цельс був одним з найбільш серйозних критиків християнства з середовища язичників. Довгий час його твір проти християн не мав гідного спростування та лише в особі Орігена, десь через 75 років, отримав належну відповідь.
Стимулом для подальшого написання апологій була поява в 260 р. 15 кн. «Проти християн» неоплатоніка Порфирія. Нині втрачений, твір містив критику Нового і Старого Завітів, життя та вчення Церкви. Першою відповіддю на нього стала праця Євсевія Кесарійського «Євангельське приготування» в 15 кн. (лат. Praeparatio evangelica, 312–322). Йому ж належить трактат «Проти Прокла» (311–313), неоплатоніка, який написав антихристиянський твір «Правдолюбець» (грец. Θιλαλήτης) про Аполлонія Тіанського, в якому він доводив переваги цього мага і філософа перед Христом.
Список апологети які писали на лат. мові, відкривають рим. адвокат Мінуцій Фелікс діалогом «Октавій» (лат. Octavius) та Тертуліан (160–220) твором «До язичників» в 2 кн. (лат. Ad nationes, 197). Мінуцій Фелікс багато запозичує з трактату Цицерона «Про природу богів», а Тертуліан, взявши за основу книгу Варрона «лат. Antiquitates rerum divinarum» (Божественні давнину), у якій міститься критика рим. релігії, показує суєтність та хибність політеїзму, закликаючи увірувати в єдиного Бога. Найзначнішим апологетичним твором Тертуліана є його «Апологетика» (лат. Apologeticum, близько 197), адресований римським намісникам в Африці. У цьому творі Тертуліан крім критики язичницької релігії стверджує, що віра в єдиного Бога природна для людини, оскільки людська душа «за природою християнка» . У висновку Тертуліан свідчить, що ніякі гоніння не можуть знищити справжню віру: «Кров мучеників є насіння християнства» . Порушену в «Апологетиці» тему про душу як «християнку за природою», продовжує трактат Тертуліана «Про свідоцтва душі» (лат. De testimonio animae; 197). На відміну від грец. апологети II ст. Тертуліан вважає непотрібним апелювати до філософії для доказу істинності християнської віри, оскільки сама душа є найкращим свідком Істини. З інших апологетичних творів Тертуліана виділяються послання до Скапули, проконсула Африки (лат. Ad Scapulam; 212), А також трактат «Проти юдеїв» (лат. Adversus Iudaeos; між 198 і 206), написаний під впливом «Діалогу з Трифоном юдеєм» св. Юстина Філософа. У середині III ст. свт. Кипріан Карфагенський написав «Книгу про суєтність ідолів» (лат. De idolorum vanitate), у якійрій він доводить, що язичницькі божества суть не що інше, як царі, яким після смерті почали віддавати поклоніння. У «Книзі до Деметріана» (лат. Ad Demetrianum, близько 252), спрямованої проти якогось Деметріана, що звинувачував християн в тому, що вони є причиною воєн і стихійних лих, свт. Кипріан стверджує, що ідолослужіння та особливо гоніння проти християн викликають гнів Божий. Антиюдейській полеміці свт. Кипріан присвятив «Три книги свідоцтв» (лат. Testimoniorum Libri III, близько 249).
Серед пізніх лат. апологети слід згадати Арнобія Старшого († близько 330), автора 7 кн. «Проти язичників» (лат. Adversus nationes; кон. III — поч. IV ст.), з яких брало перші дві апологетичні, решта — полемічні, і Лактанція (бл. 250–330), учня Арнобія, творця апології «Божественні встановлення» в 7 кн. (лат. Divinae institutiones; 304–313). Остання крім власне апологетичного матеріалу містить найдавнішу на Заході систему христ. віровчення. До неї пристає твір «Про гнів Божий» (лат. De ira Dei; близько 303), написаний проти язичників (особливо стоїків та епікурейців). У ній Лактанций захищає можливість застосування до Бога слова «гнів». Апологетичні теми розвиваються і в іншому творі Лактанція — «Про смерть переслідувачів» (лат. De mortibus persecutorum; близько 314).
Попри те що діяльність апологети видимим чином мало сприяла послабленню гонінь на християн, вона, без сумніву, підготувала поступову еволюцію свідомості греко-римського язичницького суспільства в бік прийняття християнської релігії. Апологети виступили у всеозброєнні сучасних релігійних та філософських систем, використовуючи їх понятійний апарат та деякі ідеї (напр., вчення стоїків про Логос) для обґрунтування християнської віри перед лицем своїх язичницьких сучасників. Одночасно вони зробили перші кроки у формуванні християнської богословської термінології.
Ставлення до язичницької культури серед апологети було різним: від повного неприйняття: «Що спільного між Афінами та Єрусалимом ?»  — до усвідомлення себе спадкоємцями того найкращого, що було коли-небудь посіяно Божественним Логосом у світі: «Все, що сказано хорошого ким-небудь, належить нам, християнам» . На тлі критики язичницької релігії та філософії складалися власне христ. уявлення про Бога, світ і людину. Політеїзму протиставлялося вчення про єдиного вічного Бога, що мав перевагу над такими Апофатичними властивостями, як ненароджений, безмежний, неупереджений, непізнаваність (ср.: Iust. Martyr. Apol. II 6; Tat. Contr. graec. 4; Athenog. Legat. pro christian. 10). Проти філософського вчення про співвічний Богу і матерії деякі апологети  (Афінагор, Феофіл Антіохійський) стверджували ідею творення світу «лат. ex nihilo» (з нічого). Замість подання про рок і приречення розкривалося вчення про Промисел Божий. Апологети вперше почали розвивати христ. вчення про Пресв. Трійцю, використовуючи філоновской та вчення про Логос складене стоїками. Христологічні питанням приділялося менше уваги з причини зовнішньої орієнтації богослов'я апологети  (виняток становить лише мч. Юстин). З інших тем, які стосуються апологетів можна виділити проблему образу та подоби Божої в людині , питання про первородний гріх , про воскресіння, спростування античного уявлення про долю та ін
В цілому твори ранньохристиянських апологеті мали винятково важливе значення для самосвідомості христ. Церкви. Будучи у багатьох питаннях першопрохідцями, апологети проклали шлях для подальшої християнізації еллінізму та формування цілісної системи христ. богослов'я.

## Твори
- Corpus Apologetarum Christianorum saeculi secundi / Ed. J. Ch. Th. von Otto. Jena, 1857-1881. Wiesbaden, 1969r. T. 1-9;
- Die Ältesten Apologeten / Hrsg. v. E. J. Goodspeed. Gött., 1914;
- Βιβλιοθήκη ῾Ελλήνων Πατέρων καὶ ̓Εκκλησιαστικῶν Συγγραφέων. ̓Αθῆναι, 1955. Т. 2-4; рус. пер.: Сочинения др. христ. апологетов / Пер. прот. П. Преображенского. М., 1867. СПб., 18952 (переизд. с доп.: Раннехрист. отцы. Брюссель, 1988; СДХА);
- Раннехристианские отцы Церкви: Антология. Брюссель, 1988;
- Раннехристианские апологеты II-IV веков. М., 2000.